# Mocsizuki Szatoru
Mocsizuki Szatoru (Siga, 1964. május 18. –) japán válogatott labdarúgó.

## Nemzeti válogatott
A japán válogatottban 7 mérkőzést játszott.

## Statisztika
| Japán válogatott | Japán válogatott | Japán válogatott |
| Időszak          | Mérk.            | gól              |
| ---------------- | ---------------- | ---------------- |
| 1988             | 3                | 0                |
| 1989             | 4                | 0                |
| Összesen         | 7                | 0                |